# Grand Prix Monako 2019
Grand Prix Monako 2019 (oficjalnie Formula 1 Grand Prix de Monaco 2019) – szósta runda eliminacji Mistrzostw Świata Formuły 1 w sezonie 2019. Grand Prix odbyło się w dniach 23–26 maja 2019 roku na torze Circuit de Monaco w Monte Carlo.

## Lista startowa
| Nr | Kierowca           | Zespół                           | Samochód                      | Silnik           | Opony |
| -- | ------------------ | -------------------------------- | ----------------------------- | ---------------- | ----- |
| 3  | Daniel Ricciardo   | Renault F1 Team                  | Renault R.S.19                | Renault 1.6T V6  | P     |
| 4  | Lando Norris       | McLaren F1 Team                  | McLaren MCL34                 | Renault 1.6T V6  | P     |
| 5  | Sebastian Vettel   | Scuderia Ferrari Mission Winnow  | Ferrari SF90                  | Ferrari 1.6T V6  | P     |
| 7  | Kimi Räikkönen     | Alfa Romeo Racing                | Alfa Romeo C38                | Ferrari 1.6T V6  | P     |
| 8  | Romain Grosjean    | Rich Energy Haas F1 Team         | Haas VF-19                    | Ferrari 1.6T V6  | P     |
| 10 | Pierre Gasly       | Aston Martin Red Bull Racing     | Red Bull RB15                 | Honda 1.6T V6    | P     |
| 11 | Sergio Pérez       | SportPesa Racing Point F1 Team   | Racing Point RP19             | Mercedes 1.6T V6 | P     |
| 16 | Charles Leclerc    | Scuderia Ferrari Mission Winnow  | Ferrari SF90                  | Ferrari 1.6T V6  | P     |
| 18 | Lance Stroll       | SportPesa Racing Point F1 Team   | Racing Point RP19             | Mercedes 1.6T V6 | P     |
| 20 | Kevin Magnussen    | Rich Energy Haas F1 Team         | Haas VF-19                    | Ferrari 1.6T V6  | P     |
| 23 | Alexander Albon    | Red Bull Toro Rosso Honda        | Toro Rosso STR14              | Honda 1.6T V6    | P     |
| 26 | Daniił Kwiat       | Red Bull Toro Rosso Honda        | Toro Rosso STR14              | Honda 1.6T V6    | P     |
| 27 | Nico Hülkenberg    | Renault F1 Team                  | Renault R.S.19                | Renault 1.6T V6  | P     |
| 33 | Max Verstappen     | Aston Martin Red Bull Racing     | Red Bull RB15                 | Honda 1.6T V6    | P     |
| 44 | Lewis Hamilton     | Mercedes-AMG Petronas Motorsport | Mercedes AMG F1 W10 EQ Power+ | Mercedes 1.6T V6 | P     |
| 55 | Carlos Sainz Jr.   | McLaren F1 Team                  | McLaren MCL34                 | Renault 1.6T V6  | P     |
| 63 | George Russell     | ROKiT Williams Racing            | Williams FW42                 | Mercedes 1.6T V6 | P     |
| 77 | Valtteri Bottas    | Mercedes-AMG Petronas Motorsport | Mercedes AMG F1 W10 EQ Power+ | Mercedes 1.6T V6 | P     |
| 88 | Robert Kubica      | ROKiT Williams Racing            | Williams FW42                 | Mercedes 1.6T V6 | P     |
| 99 | Antonio Giovinazzi | Alfa Romeo Racing                | Alfa Romeo C38                | Ferrari 1.6T V6  | P     |
| Nr | Kierowca           | Zespół                           | Samochód                      | Silnik           | Opony |

## Wyniki

### Sesje treningowe
| Sesja | Nr | Kierowca        | Konstruktor | Czas     | Okr. |
| ----- | -- | --------------- | ----------- | -------- | ---- |
| 1     | 44 | Lewis Hamilton  | Mercedes    | 1:12,106 | 47   |
| 2     | 44 | Lewis Hamilton  | Mercedes    | 1:11,118 | 41   |
| 3     | 16 | Charles Leclerc | Ferrari     | 1:11,265 | 25   |

### Kwalifikacje
Źródło: formula1.com
| P                    | Nr | Kierowca           | Konstruktor  | Czasy w kwalifikacjach | Czasy w kwalifikacjach | Czasy w kwalifikacjach | Poz. s. |
| P                    | Nr | Kierowca           | Konstruktor  | Q1                     | Q2                     | Q3                     | Poz. s. |
| -------------------- | -- | ------------------ | ------------ | ---------------------- | ---------------------- | ---------------------- | ------- |
| 1                    | 44 | Lewis Hamilton     | Mercedes     | 1:11,542               | 1:10,835               | 1:10,166               | 1       |
| 2                    | 77 | Valtteri Bottas    | Mercedes     | 1:11,562               | 1:10,701               | 1:10,252               | 2       |
| 3                    | 33 | Max Verstappen     | Red Bull     | 1:11,597               | 1:10,618               | 1:10,641               | 3       |
| 4                    | 5  | Sebastian Vettel   | Ferrari      | 1:11,434               | 1:11,227               | 1:10,947               | 4       |
| 5                    | 10 | Pierre Gasly       | Red Bull     | 1:11,740               | 1:11,457               | 1:11,041               | 81      |
| 6                    | 20 | Kevin Magnussen    | Haas         | 1:11,865               | 1:11,363               | 1:11,109               | 5       |
| 7                    | 3  | Daniel Ricciardo   | Renault      | 1:11,767               | 1:11,543               | 1:11,218               | 6       |
| 8                    | 26 | Daniił Kwiat       | Toro Rosso   | 1:11,602               | 1:11,412               | 1:11,271               | 7       |
| 9                    | 55 | Carlos Sainz Jr.   | McLaren      | 1:11,872               | 1:11,608               | 1:11,417               | 9       |
| 10                   | 23 | Alexander Albon    | Toro Rosso   | 1:12,007               | 1:11,429               | 1:11,653               | 10      |
| 11                   | 27 | Nico Hülkenberg    | Renault      | 1:12,097               | 1:11,670               |                        | 11      |
| 12                   | 4  | Lando Norris       | McLaren      | 1:11,845               | 1:11,724               |                        | 12      |
| 13                   | 8  | Romain Grosjean    | Haas         | 1:11,837               | 1:12,027               |                        | 13      |
| 14                   | 7  | Kimi Räikkönen     | Alfa Romeo   | 1:11,993               | 1:12,115               |                        | 14      |
| 15                   | 99 | Antonio Giovinazzi | Alfa Romeo   | 1:11,976               | 1:12,185               |                        | 181     |
| 16                   | 16 | Charles Leclerc    | Ferrari      | 1:12,149               |                        |                        | 15      |
| 17                   | 11 | Sergio Pérez       | Racing Point | 1:12,233               |                        |                        | 16      |
| 18                   | 18 | Lance Stroll       | Racing Point | 1:12,846               |                        |                        | 17      |
| 19                   | 63 | George Russell     | Williams     | 1:13,477               |                        |                        | 19      |
| 20                   | 88 | Robert Kubica      | Williams     | 1:13,751               |                        |                        | 20      |
| 107% czasu: 1:16.434 |    |                    |              |                        |                        |                        |         |

Uwagi
- 1 – Pierre Gasly oraz Antonio Giovinazzi zostali cofnięci o 3 pozycje za blokowanie innych kierowców w czasie kwalifikacji

### Wyścig
Źródło: formula1.com
| P  | Nr | Kierowca           | Konstruktor  | Okr. | Czas             | Start | Punkty |
| -- | -- | ------------------ | ------------ | ---- | ---------------- | ----- | ------ |
| 1  | 44 | Lewis Hamilton     | Mercedes     | 78   | 1:43:28,437      | 1     | 25     |
| 2  | 5  | Sebastian Vettel   | Ferrari      | 78   | +2,602           | 4     | 18     |
| 3  | 77 | Valtteri Bottas    | Mercedes     | 78   | +3,162           | 2     | 15     |
| 4  | 33 | Max Verstappen     | Red Bull     | 78   | +5,5371          | 3     | 12     |
| 5  | 10 | Pierre Gasly       | Red Bull     | 78   | +9,946           | 8     | 11²    |
| 6  | 55 | Carlos Sainz Jr.   | McLaren      | 78   | +53,454          | 9     | 8      |
| 7  | 26 | Daniił Kwiat       | Toro Rosso   | 78   | +54,574          | 7     | 6      |
| 8  | 23 | Alexander Albon    | Toro Rosso   | 78   | +55,200          | 10    | 4      |
| 9  | 3  | Daniel Ricciardo   | Renault      | 78   | +1:00,894        | 6     | 2      |
| 10 | 8  | Romain Grosjean    | Haas         | 78   | +1:01,0343       | 13    | 1      |
| 11 | 4  | Lando Norris       | McLaren      | 78   | +1:06,801        | 12    |        |
| 12 | 11 | Sergio Pérez       | Racing Point | 77   | +1 okrążenie     | 16    |        |
| 13 | 27 | Nico Hülkenberg    | Renault      | 77   | +1 okrążenie     | 11    |        |
| 14 | 20 | Kevin Magnussen    | Haas         | 77   | +1 okrążenie4    | 5     |        |
| 15 | 63 | George Russell     | Williams     | 77   | +1 okrążenie     | 19    |        |
| 16 | 18 | Lance Stroll       | Racing Point | 77   | +1 okrążenie5    | 17    |        |
| 17 | 7  | Kimi Räikkönen     | Alfa Romeo   | 77   | +1 okrążenie     | 14    |        |
| 18 | 88 | Robert Kubica      | Williams     | 77   | +1 okrążenie     | 20    |        |
| 19 | 99 | Antonio Giovinazzi | Alfa Romeo   | 76   | +2 okrążenia     | 18    |        |
| NS | 16 | Charles Leclerc    | Ferrari      | 16   | NU (uszkodzenia) | 15    |        |

Uwagi
- 1 – Max Verstappen ukończył wyścig drugi, ale otrzymał karę 5 sekund za niebezpieczne wypuszczenie z pit-stopu
- ² – Jeden dodatkowy punkt jest przyznawany kierowcy, który ustanowił najszybsze okrążenie w wyścigu, pod warunkiem, że ukończył wyścig w pierwszej 10
- ³ – Romain Grosjean ukończył wyścig dziewiąty, ale otrzymał karę 5 sekund za przekroczenie linii wyjazdowej z alei serwisowej
- 4 – Kevin Magnussen ukończył wyścig dwunasty, ale otrzymał karę 5 sekund za uzyskanie przewagi poprzez opuszczenie toru
- 5 – Lance Stroll otrzymał karę 5 sekund za uzyskanie przewagi poprzez opuszczenie toru. Nie wpłynęło to na jego końcową pozycję

### Najszybsze okrążenie
| Nr | Kierowca     | Konstruktor | Czas     | Okr. |
| -- | ------------ | ----------- | -------- | ---- |
| 10 | Pierre Gasly | Red Bull    | 1:14.279 | 72   |

## Klasyfikacja po wyścigu

### Kierowcy
| P  | +/− | Kierowca           | Starty | Punkty | P1 | P2 | P3 | PP | NO | NS |
| -- | --- | ------------------ | ------ | ------ | -- | -- | -- | -- | -- | -- |
| 1  | 0   | Lewis Hamilton     | 6      | 137    | 4  | 2  | –  | 2  | 1  | –  |
| 2  | 0   | Valtteri Bottas    | 6      | 120    | 2  | 3  | 1  | 3  | 1  | –  |
| 3  | +1  | Sebastian Vettel   | 6      | 82     | –  | 1  | 2  | –  | –  | –  |
| 4  | −1  | Max Verstappen     | 6      | 78     | –  | –  | 2  | –  | –  | –  |
| 5  | 0   | Charles Leclerc    | 6      | 57     | –  | –  | 1  | 1  | 2  | 1  |
| 6  | 0   | Pierre Gasly       | 6      | 32     | –  | –  | –  | –  | 2  | 1  |
| 7  | +4  | Carlos Sainz Jr.   | 6      | 18     | –  | –  | –  | –  | –  | 1  |
| 8  | −1  | Kevin Magnussen    | 6      | 14     | –  | –  | –  | –  | –  | –  |
| 9  | −1  | Sergio Pérez       | 6      | 13     | –  | –  | –  | –  | –  | –  |
| 10 | −1  | Kimi Räikkönen     | 6      | 13     | –  | –  | –  | –  | –  | –  |
| 11 | −1  | Lando Norris       | 6      | 12     | –  | –  | –  | –  | –  | 1  |
| 12 | +4  | Daniił Kwiat       | 6      | 9      | –  | –  | –  | –  | –  | 2  |
| 13 | −1  | Daniel Ricciardo   | 6      | 8      | –  | –  | –  | –  | –  | 2  |
| 14 | +1  | Alexander Albon    | 6      | 7      | –  | –  | –  | –  | –  | –  |
| 15 | −2  | Nico Hülkenberg    | 6      | 6      | –  | –  | –  | –  | –  | 1  |
| 16 | −2  | Lance Stroll       | 6      | 4      | –  | –  | –  | –  | –  | 1  |
| 17 | 0   | Romain Grosjean    | 6      | 2      | –  | –  | –  | –  | –  | 3  |
| 18 | 0   | Antonio Giovinazzi | 6      | 0      | –  | –  | –  | –  | –  | –  |
| 19 | 0   | George Russell     | 6      | 0      | –  | –  | –  | –  | –  | –  |
| 20 | 0   | Robert Kubica      | 6      | 0      | –  | –  | –  | –  | –  | –  |
| P  | +/− | Kierowca           | Starty | Punkty | P1 | P2 | P3 | PP | NO | NS |

### Konstruktorzy
| P  | +/− | Konstruktor               | Starty | Punkty | P1 | P2 | P3 | PP | NO | NS |
| -- | --- | ------------------------- | ------ | ------ | -- | -- | -- | -- | -- | -- |
| 1  | 0   | Mercedes                  | 12     | 257    | 6  | 5  | 1  | 5  | 2  | –  |
| 2  | 0   | Ferrari                   | 12     | 139    | –  | 1  | 3  | 1  | 2  | 1  |
| 3  | 0   | Red Bull Racing-Honda     | 12     | 110    | –  | –  | 2  | –  | 2  | 1  |
| 4  | 0   | McLaren-Renault           | 12     | 30     | –  | –  | –  | –  | –  | 2  |
| 5  | 0   | Racing Point-BWT Mercedes | 12     | 17     | –  | –  | –  | –  | –  | 1  |
| 6  | +3  | Scuderia Toro Rosso-Honda | 12     | 16     | –  | –  | –  | –  | –  | 2  |
| 7  | −1  | Haas-Ferrari              | 12     | 16     | –  | –  | –  | –  | –  | 3  |
| 8  | 0   | Renault                   | 12     | 14     | –  | –  | –  | –  | –  | 3  |
| 9  | −2  | Alfa Romeo Racing-Ferrari | 12     | 13     | –  | –  | –  | –  | –  | –  |
| 10 | 0   | Williams-Mercedes         | 12     | 0      | –  | –  | –  | –  | –  | –  |
| P  | +/− | Konstruktor               | Starty | Punkty | P1 | P2 | P3 | PP | NO | NS |